# 별아교세포
별아교세포(-阿膠細胞, astrocyte) 혹은 성상교세포(星狀膠細胞)는 뇌와 척수에 있는 특징적인 별 모양의 신경아교세포이다. 이들은 혈액뇌장벽을 형성하는 내피세포의 생화학적 조절, 신경 조직에 영양분 공급, 세포외 이온 균형 유지, 뇌 혈류 조절, 감염 및 외상성 손상 후 뇌와 척수의 복구 및 흉터 형성 과정에서의 역할 등 많은 기능을 수행한다. 뇌에서 별아교세포가 차지하는 비율은 명확하게 정의되어 있지 않다. 사용된 계수 기술에 따라 연구마다 별아교세포 비율이 영역별로 다르며 전체 신경아교세포의 20%에서 약 40%까지 다양하게 나타났다. 다른 연구에서는 별아교세포가 뇌에서 가장 많은 세포 유형이라고 보고한다. 별아교세포는 중추신경계에서 콜레스테롤의 주요 공급원이다. 아포지단백 E는 별아교세포에서 신경 세포 및 다른 신경아교세포로 콜레스테롤을 운반하여 뇌의 세포 신호 전달을 조절한다. 사람의 별아교세포는 설치류 뇌의 별아교세포보다 20배 이상 크며, 10배 이상 많은 시냅스와 접촉한다.
1990년대 중반 이후의 연구에 따르면, 별아교세포는 자극에 반응하여 세포 간 Ca2+ 파동을 장거리로 전파하며, 신경 세포와 유사하게 Ca2+ 의존 방식으로 신경전달물질(글리아트랜스미터라고 불림)을 방출한다. 데이터에 따르면 별아교세포는 또한 Ca2+ 의존적인 글루탐산 방출을 통해 신경 세포에 신호를 보낸다. 이러한 발견으로 별아교세포는 신경과학 분야에서 중요한 연구 영역이 되었다.

## 구조

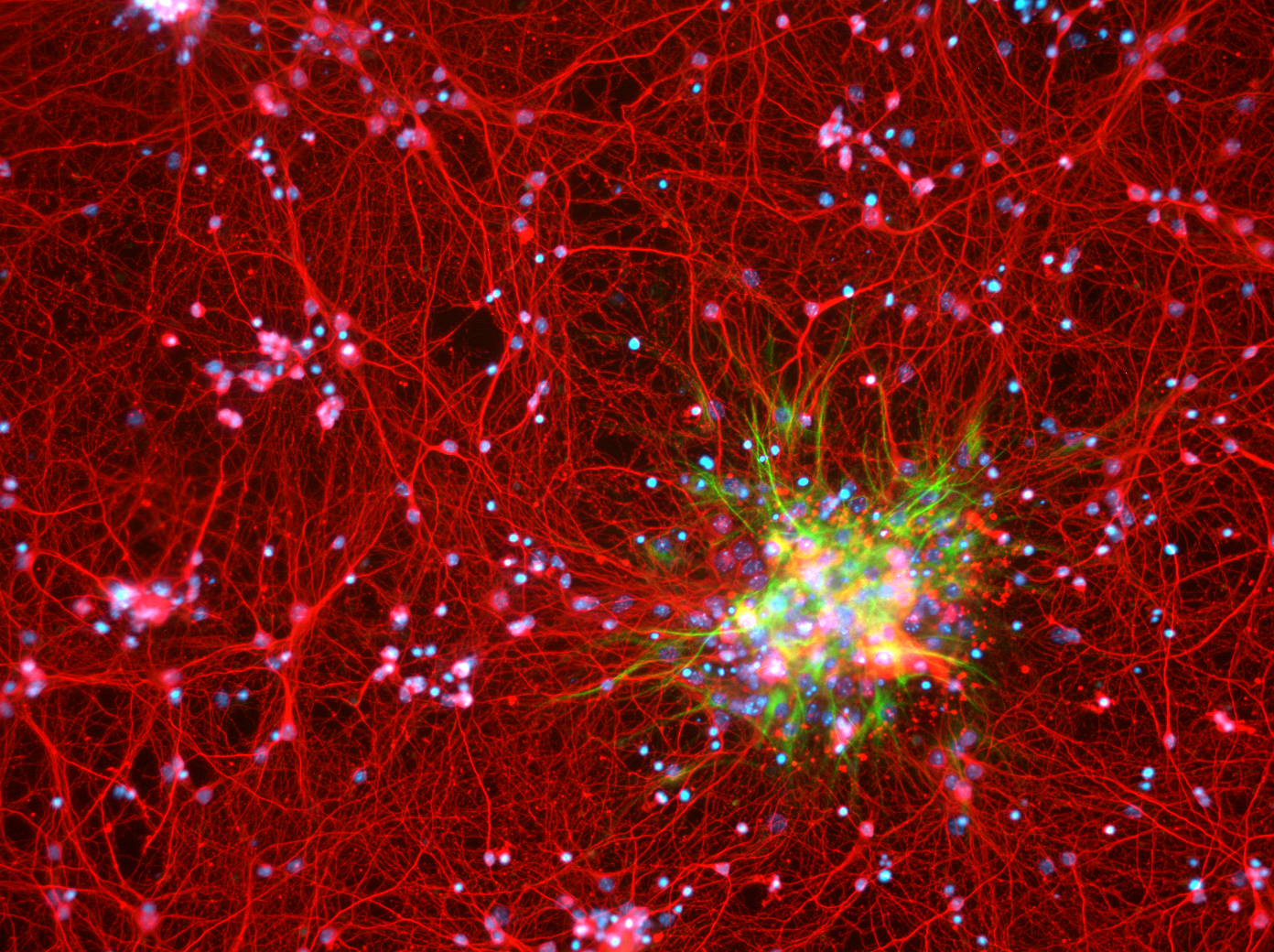
쥐 대뇌 피질 세포 배양에서 신경 세포(빨간색)와 함께 있는 별아교세포(초록색)

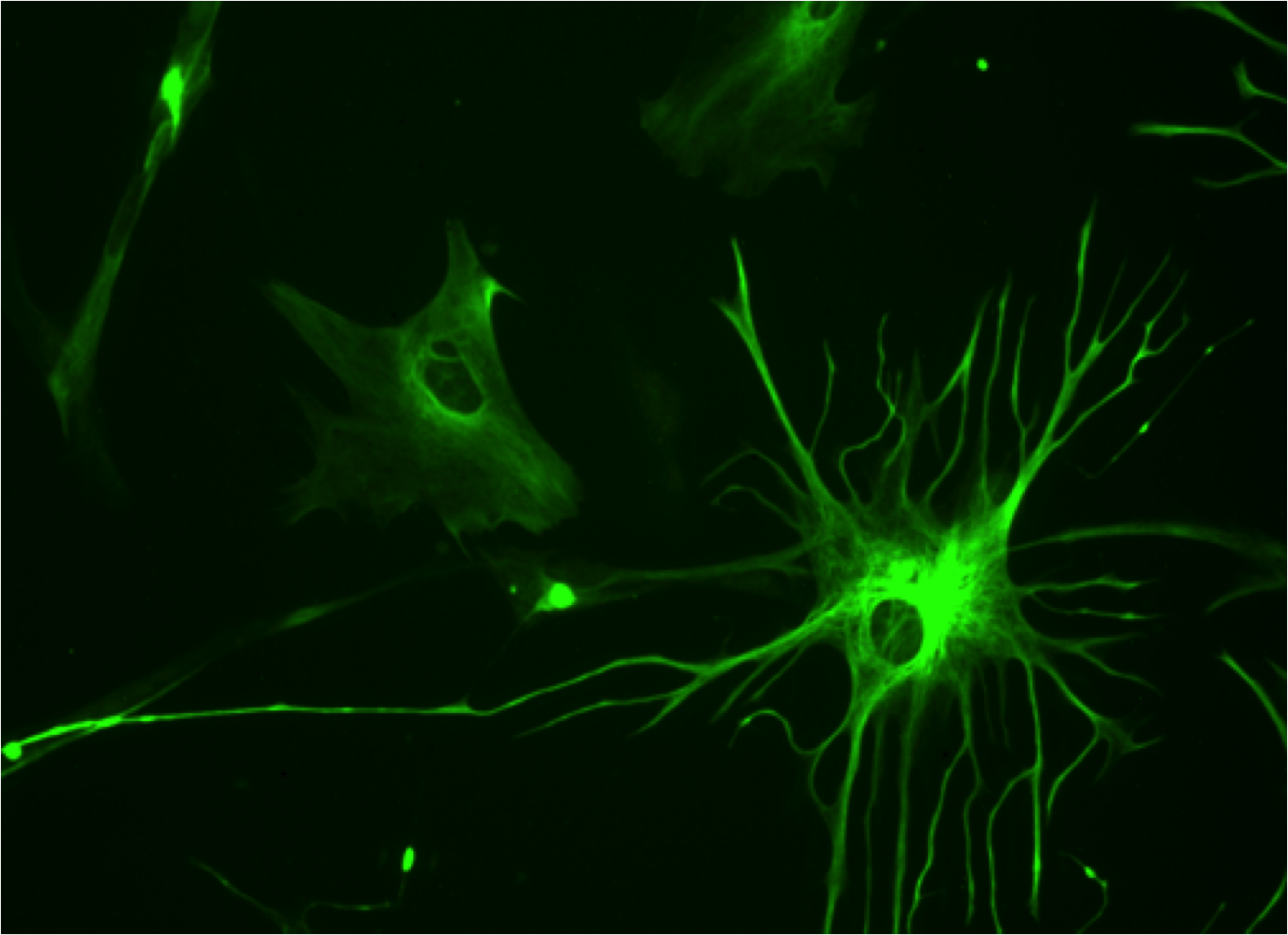
임신 23주 태아 뇌 배양 인체 별아교세포

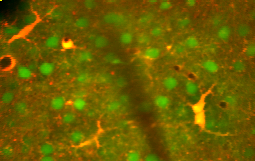
살아있는 대뇌 피질에서 신경 세포(초록색) 사이에 있는 별아교세포(빨강-노랑)

별아교세포는 중추신경계의 신경아교세포 아형이다. 또한 별아교성 신경아교세포라고도 불린다. 별 모양이며, 많은 돌기들이 신경 세포가 만드는 시냅스를 감싼다. 사람의 경우, 단일 별아교세포는 한 번에 최대 2백만 개의 시냅스와 상호작용할 수 있다. 별아교세포는 전통적으로 조직학적 분석을 통해 식별된다. 이들 세포 중 많은 수가 중간 섬유 아교 섬유 산성 단백질(GFAP)을 발현한다.

### 유형
중추신경계에는 섬유성(백색질), 원형질성(회색질), 방사성 등 여러 형태의 별아교세포가 존재한다.

#### 섬유성 아교세포
섬유성 아교세포는 일반적으로 백색질 내에 위치하며, 세포 소기관이 비교적 적고, 길고 가지가 없는 세포 돌기를 나타낸다. 이 유형은 종종 근접한 모세혈관 벽 외부에 세포를 물리적으로 연결하는 별아교세포 종말돌기를 가진다.

#### 원형질성 아교세포
원형질성 아교세포는 가장 흔하며 회색질 조직에서 발견되고, 더 많은 양의 세포 소기관을 소유하며, 짧고 가지가 많은 3차 돌기를 나타낸다.

#### 방사형 아교세포
방사형 아교 세포는 뇌실의 축에 수직인 평면에 배열되어 있다. 그 중 한 돌기는 뇌연질막에 인접하고, 다른 하나는 회색질에 깊이 박혀 있다. 방사형 아교세포는 주로 발생 과정에서 신경 세포 이동에 역할을 하며 존재한다. 망막의 뮐러 세포와 소뇌 피질의 베르크만 신경아교세포는 성인기에도 계속 존재한다는 점에서 예외이다. 뇌연질막에 가까이 있을 때, 모든 세 형태의 별아교세포는 돌기를 뻗어 뇌연질막-신경아교막을 형성한다.

### 에너지 사용
회색질 신호 전달에서의 에너지 사용에 대한 초기 평가는 95%가 신경세포에, 5%가 별아교세포에 할당된다고 보았다. 그러나 활동 전위가 처음 생각했던 것보다 더 효율적이라는 사실이 발견된 후, 에너지 예산은 재조정되었다: 수상돌기에 70%, 축삭돌기에 15%, 별아교세포에 7%. 이전 설명에서는 별아교세포가 Kir4.1 채널을 통해서만 시냅스 K⁺를 포착한다고 가정했다. 그러나 이제는 Na⁺/K⁺ ATPase도 활용한다는 것이 밝혀졌다. 이 활성 완충 작용을 고려하면 별아교세포의 에너지 요구량은 200% 이상 증가한다. 이는 두 세포 유형 모두에서 유사한 미토콘드리아 밀도를 나타내는 3D 신경망 재구성, 세포 특이적 전사체 및 단백체 데이터, 그리고 트라이카복실산 회로 속도에 의해 뒷받침된다. 따라서 "그램당 별아교세포는 신경세포만큼이나 비용이 많이 든다."

## 발생
별아교세포는 중추신경계의 대형 아교세포로, 중추신경계 발생 중 신경상피에서 나타나는 이질적인 전구세포 집단에서 유래한다. 대형 아교세포의 계통을 결정하는 유전 기제는 신경 세포의 계통 결정 기제와 놀랍도록 비슷하다. 신경 세포가 예정화될 때와 마찬가지로, 소닉 헤지호그(SHH), 섬유모세포 성장 인자(FGFs), WNTs, 골 형성 단백질(BMPs) 등 정형적인 신호 전달 인자들이 등배축, 앞뒤축, 중심-가쪽 축을 따라 형태원의 농도 기울기를 통해 위치 정보를 제공한다. 그 결과 신경상피가 갖가지 영역으로 나뉘어 저마다 다른 종류의 세포를 만들어내게 된다. 예컨대 척수에서 등배축을 따라 패턴화가 일어나면 배쪽 부분이 p0, p1, p2, pMN, p3라는 다섯 영역으로 나뉜다. 이들 영역마다 서로 다른 종류의 신경 세포가 만들어진다는 사실은 잘 알려져 있었는데, 그뿐만 아니라 p1, p2, p3에서 저마다 다른 별아교세포 집단이 생겨난다는 사실이 호치스팀(Hochstim)을 비롯한 여러 학자의 연구에 힘입어 밝혀졌다. 이러한 별아교세포 아형은 전사 인자(PAX6, NKX6.1)와 세포 표면 표지자(릴린, SLIT1)의 발현을 기반으로 식별할 수 있다. 다음 세 가지 별아교세포 아형이 식별된 바 있다.
1. p1에서 유래하여 가장 등쪽에서 만들어지는 VA1 별아교세포는 PAX6와 릴린을 발현한다.
2. p3에서 유래하여 가장 배쪽에서 만들어지는 VA3 별아교세포는 NKX6.1과 SLIT1을 발현한다.
3. p2에서 유래하여 중간쯤의 백색질에서 만들어지는 VA2 별아교세포는 PAX6, NKX6.1, 릴린, SLIT1을 모두 발현한다.

발생 중인 중추신경계에서 별아교세포 전구세포는 예정화된 이후 최종적으로 세포 분화가 일어나기 전에 신경계 내의 최종 위치로 이동한다고 생각된다.

## 기능

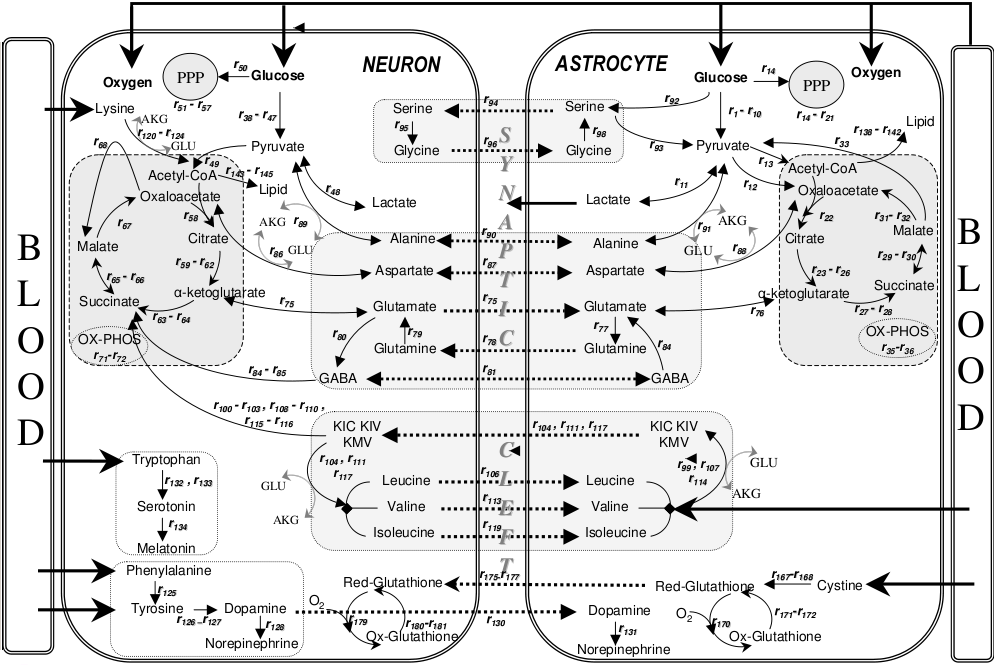
별아교세포와 신경 세포 사이의 대사 상호작용

별아교세포는 뇌의 물리적 구조를 형성하는 데 도움을 주며, 신경전달물질의 분비 또는 흡수 및 혈액뇌장벽 유지 등 여러 능동적인 역할을 하는 것으로 생각된다. 세부분 시냅스라는 개념이 제안되었는데, 이는 시냅스에서 전시냅스 요소, 후시냅스 요소, 그리고 신경아교세포 요소 사이의 밀접한 관계를 의미한다.

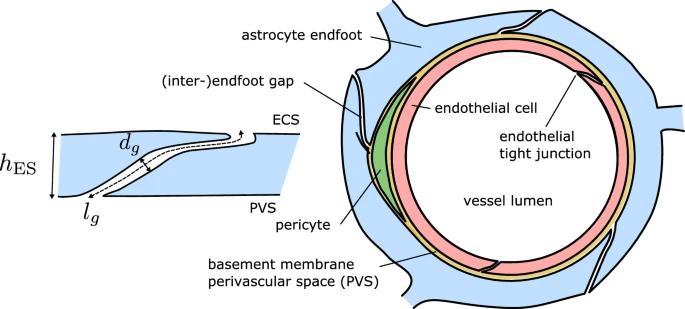
혈관을 둘러싸고 있는 별아교세포 종말돌기

- 구조적 : 뇌의 물리적 구조화에 관여한다. 별아교세포는 "별 모양"이기 때문에 그러한 이름이 붙여졌다. 이들은 뇌에서 가장 풍부한 신경아교세포이며 신경 시냅스와 밀접하게 관련되어 있다. 뇌 내의 전기적 충격 전달을 조절한다.
- 글리코젠 연료 비축 완충기 : 별아교세포는 글리코젠을 포함하며 포도당신생합성을 할 수 있다. 전두엽 피질과 해마체에 있는 신경 세포 옆의 별아교세포는 포도당을 저장하고 방출한다. 따라서 별아교세포는 포도당 소비율이 높거나 포도당이 부족할 때 신경 세포에 포도당을 공급할 수 있다. 쥐를 대상으로 한 최근 연구는 이러한 활동과 신체 운동 사이에 연관성이 있을 수 있다고 시사한다.[20]
- 대사 지원 : 락트산과 같은 영양분을 신경 세포에 제공한다.
- 포도당 감지 : 일반적으로 신경 세포와 관련이 있지만, 뇌 내 간질 포도당 수치 감지도 별아교세포에 의해 조절된다. 시험관 내 별아교세포는 낮은 포도당에 의해 활성화되며, 생체 내에서는 이 활성화가 위 배출을 증가시켜 소화를 촉진한다.[21]
- 혈액뇌장벽 : 내피세포를 둘러싸는 별아교세포의 종말돌기는 혈액뇌장벽 유지에 도움을 주는 것으로 생각되었으며, 최근 연구에 따르면 치밀 이음과 바닥판과 함께 상당한 역할을 하는 것으로 나타났다. 그러나 최근 별아교세포 활동이 뇌 혈류와 연관되어 있으며, 이것이 실제로 fMRI에서 측정되는 것이라는 사실이 밝혀졌다.[22][23]
- 신경전달물질 흡수 및 방출 : 별아교세포는 글루탐산, ATP, GABA를 포함한 여러 신경전달물질에 대한 원형질막 수송체를 발현한다. 최근에는 별아교세포가 소포성, Ca2+ 의존 방식으로 글루탐산 또는 ATP를 방출하는 것으로 나타났다.[24] (이는 해마 별아교세포에 대해서는 논란이 있다.)[25]
- 세포외 공간의 이온 농도 조절 : 별아교세포는 고밀도로 칼륨 채널을 발현한다. 신경 세포가 활동하면 칼륨을 방출하여 국소 세포외 농도를 증가시킨다. 별아교세포는 칼륨에 대해 매우 투과성이 높으므로 세포외 공간에 과도하게 축적된 칼륨을 빠르게 제거한다.[26] 이 기능이 방해받으면 세포외 칼륨 농도가 상승하여 골드만 방정식에 따라 신경 세포 탈분극이 발생한다. 세포외 칼륨의 비정상적인 축적은 뇌전증성 신경 활동을 유발하는 것으로 잘 알려져 있다.[27]
- 시냅스 전달 조절 : 시상하부의 시각교차상핵에서는 별아교세포 형태의 급격한 변화가 신경 세포 간의 이종 시냅스 전달에 영향을 미치는 것으로 나타났다.[28] 해마체에서는 별아교세포가 ATP를 방출하여 시냅스 전달을 억제하며, ATP는 가수분해되어 아데노신을 생성하는 엑토뉴클레오티다아제에 의해 가수분해된다. 아데노신은 신경 세포의 아데노신 수용체에 작용하여 시냅스 전달을 억제함으로써 LTP에 이용 가능한 동적 범위를 증가시킨다.[29]
- 혈관 조절 : 별아교세포는 혈류의 신경 조절에 중간체 역할을 할 수 있다.[30]
- 희소돌기아교세포의 수초 형성 활동 촉진 : 신경 세포의 전기 활동은 ATP를 방출하게 하며, 이는 수초 형성에 중요한 자극이 된다. 그러나 ATP는 희소돌기아교세포에 직접 작용하지 않는다. 대신 ATP는 별아교세포가 사이토카인인 백혈병 억제 인자(LIF)를 분비하게 하는데, 이는 희소돌기아교세포의 수초 형성 활동을 촉진하는 조절 단백질이다. 이는 별아교세포가 뇌에서 집행 및 조율 역할을 한다는 것을 시사한다.[31]
- 신경계 복구 : 중추신경계 내 신경세포가 손상되면 별아교세포가 공간을 채워 아교 흉터를 형성하며 신경 복구에 기여할 수 있다. 손상 후 중추신경계 재생에서 별아교세포의 역할은 아직 잘 이해되지 않는다. 아교 흉터는 전통적으로 재생에 대한 불침투성 장벽으로 묘사되어 왔으며, 이는 축삭돌기 재생에 부정적인 역할을 암시한다. 그러나 최근 유전적 제거 연구를 통해 별아교세포가 실제로 재생에 필요하다는 사실이 밝혀졌다.[32] 더 중요하게, 저자들은 별아교세포 흉터가 자극된 축삭(신경영양 보충을 통해 성장을 유도된 축삭)이 손상된 척수를 통해 확장하는 데 실제로 필수적이라는 것을 발견했다.[32] 반응성 표현형으로 전환된 별아교세포(아교증이라고 하며, GFAP와 비멘틴[33] 발현 상향 조절 등으로 정의되며, 이 정의는 여전히 논쟁 중임)는 실제로 신경 세포에 독성을 가하여 신경 세포를 죽일 수 있는 신호를 방출할 수 있다.[34] 그러나 신경계 손상에서의 역할 규명에는 아직 많은 연구가 필요하다.
- 장기강화 : 과학자들 사이에서는 별아교세포가 해마에서 학습과 기억을 통합하는지 여부에 대한 논쟁이 있다. 최근 연구에 따르면 미성숙한 쥐의 뇌에 사람 신경아교 전구세포를 이식하면 세포가 별아교세포로 분화한다. 분화 후 이 세포들은 쥐의 LTP를 증가시키고 기억력을 향상시킨다.[35]
- 일주기성 시계 : 별아교세포 단독으로 SCN의 분자 진동과 쥐의 일주기성 행동을 유발하기에 충분하며, 따라서 복잡한 포유류 행동을 자율적으로 시작하고 유지할 수 있다.[36]
- 신경계의 스위치 : 아래 나열된 증거들을 바탕으로, 최근[37]에서 대형 신경아교세포(특히 별아교세포)가 손실성 신경전달물질 축전기와 신경계의 논리 스위치 역할을 모두 한다고 추측되었다. 즉, 대형 신경아교세포는 막 상태와 자극 수준에 따라 신경계를 따라 자극의 전파를 차단하거나 가능하게 한다.

| 증거 유형                        | 설명 | 참고 자료                   |
| -------------------------------- | --- | --------------------------- |
| 칼슘 증거                        | 특정 농도의 신경전달물질이 초과될 때만 칼슘 파동이 나타난다 | [ 39 ] [ 40 ] [ 41 ]        |
| 전기생리학적 증거                | 자극 수준이 특정 역치를 넘으면 음파가 나타난다. 전기생리학적 반응의 형태는 특징적인 신경 반응과 다르고 극성도 반대이므로, 신경세포 이외의 다른 세포가 관여할 수 있음을 시사한다. | [ 42 ] [ 43 ] [ 44 ] [ 45 ] |
| 정신 물리학적 증거               | 음성 전기 생리학적 반응은 전무한 행동을 동반한다. 인식 과제와 같은 의식적인 논리적 결정에서는 중간 정도의 음성 전기 생리학적 반응이 나타난다. 간질 발작과 반사 동안에는 강렬하고 날카로운 음성 파동이 나타난다. | [ 42 ] [ 45 ] [ 43 ] [ 44 ] |
| 방사능 기반 글루탐산 흡수 테스트 | 글루탐산 흡수 테스트는 별아교세포가 글루탐산을 초기에는 글루탐산 농도에 비례하는 속도로 처리한다는 것을 나타낸다. 이는 '누출'이 신경아교세포의 글루타민 합성 효소에 의한 글루탐산 처리임을 보여주는 누출 축전기 모델을 뒷받침한다. 또한, 동일한 테스트는 신경전달물질 흡수 수준이 신경전달물질 농도에 비례하여 증가하는 것을 멈추는 포화 수준을 나타낸다. 후자는 임계값의 존재를 뒷받침한다. 이러한 특성을 보여주는 그래프는 미카엘리스-멘텐 그래프라고 불린다. | [ 46 ]                      |

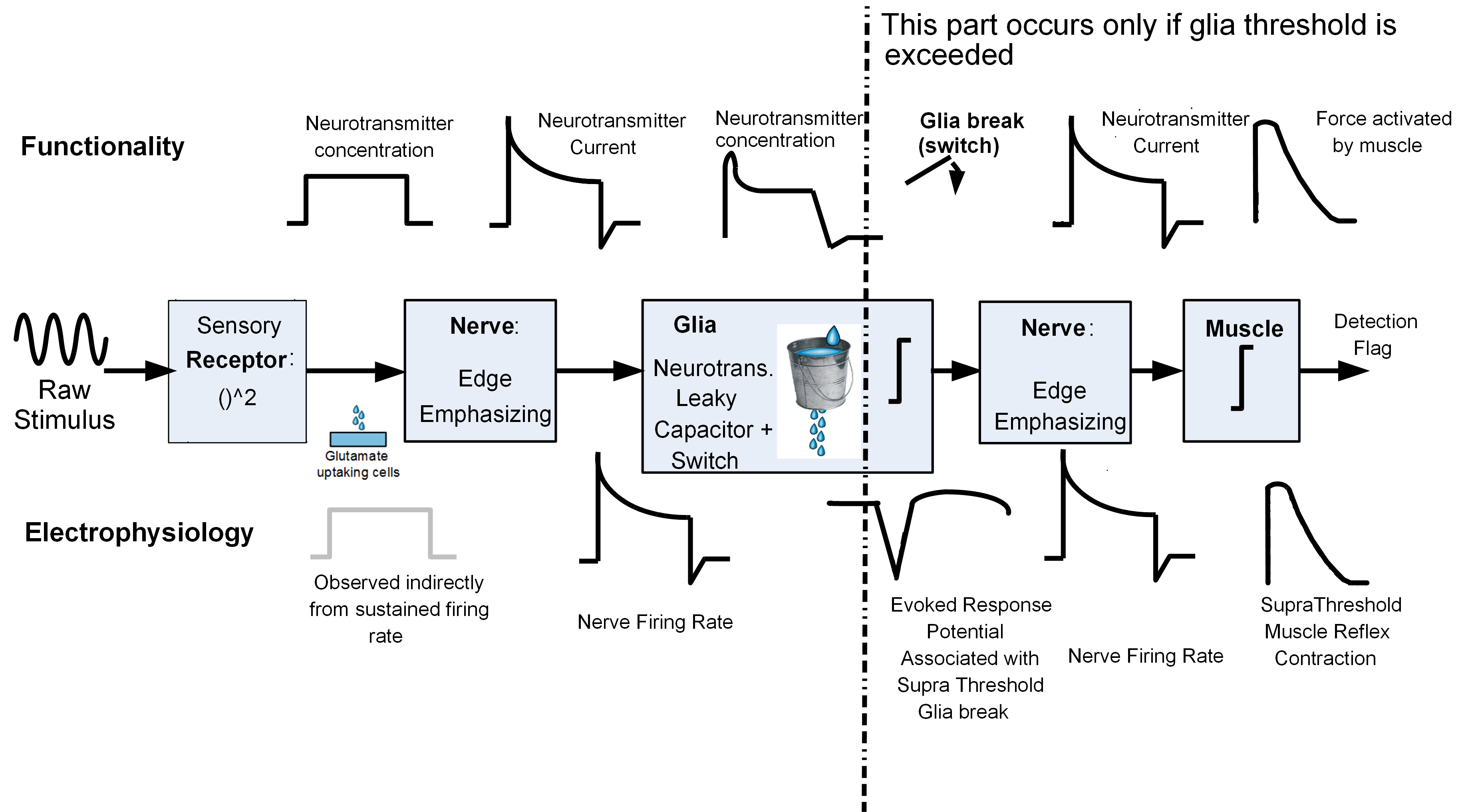
그림 6. 노센슨(Nossenson) 외가 제안한 생물학적 신경 감지 방식에서 신경아교세포의 추측된 스위치 역할.

별아교세포는 간극연접으로 연결되어 전기적으로 연결된 (기능적) 합포체를 이룬다. 별아교세포가 이웃과 소통할 수 있는 능력 때문에, 한 별아교세포의 활동 변화는 원래 별아교세포에서 상당히 떨어진 다른 별아교세포의 활동에 영향을 미칠 수 있다.
별아교세포로의 Ca2+ 이온 유입은 궁극적으로 칼슘 파동을 생성하는 필수적인 변화이다. 이 유입은 뇌 혈류 증가에 의해 직접적으로 발생하기 때문에, 칼슘 파동은 일종의 혈류역학적 반응 함수라고 한다. 세포내 칼슘 농도 증가는 이 기능적 합포체를 통해 외부로 전파될 수 있다. 칼슘 파동 전파의 메커니즘에는 간극연접을 통한 칼슘 이온 및 IP3 확산과 세포외 ATP 신호 전달이 포함된다. 칼슘 증가는 별아교세포 활성화의 주요 알려진 축이며, 일부 유형의 별아교세포 글루탐산 방출에 필요하고 충분하다. 별아교세포의 칼슘 신호 전달의 중요성을 감안할 때, 시공간적 칼슘 신호 전달 진행을 위한 엄격한 조절 메커니즘이 개발되었다. 수학적 분석을 통해 Ca2+ 이온의 국소적 유입이 세포질 Ca2+ 이온 농도의 국소적 증가를 가져옴이 밝혀졌다. 또한 세포질 Ca2+ 축적은 모든 세포내 칼슘 흐름과 독립적이며 막을 통한 Ca2+ 교환, 세포질 칼슘 확산, 세포의 기하학적 구조, 세포외 칼슘 교란 및 초기 농도에 따라 달라진다.

### 세부분 시냅스
척수의 등뿔에서 활성화된 별아교세포는 거의 모든 신경전달물질에 반응할 수 있으며 활성화되면 글루탐산, ATP, 일산화 질소(NO), 프로스타글란딘(PG)과 같은 다양한 신경활성 분자를 방출하며, 이는 다시 신경 흥분성에 영향을 미친다. 별아교세포와 전시냅스 및 후시냅스 종말 사이의 밀접한 연관성, 그리고 시냅스 활동을 통합하고 신경조절물질을 방출하는 능력은 세부분 시냅스라고 불려왔다. 별아교세포에 의한 시냅스 조절은 이러한 세 부분의 연관성 때문에 발생한다.
2023년 연구에 따르면, 이전에 충분히 탐구되지 않았던 뇌 세포인 별아교세포가 인지 및 건강에 부정적인 영향 없이 각성 상태를 연장하는 데 핵심적인 역할을 할 수 있다고 제안되었다.

### 글루탐산성 신경아교세포 전달
일부 특화된 별아교세포는 중추신경계에서 글루타메이터 신경아교세포 전달을 매개한다. 이러한 세포는 하이브리드 뇌 세포라고 불리는데, 이는 신경 세포와 신경아교세포 특성을 모두 나타내기 때문이다. 전통적인 신경 세포와 달리, 이들 세포는 전기 신호를 전달할 뿐만 아니라, 뇌의 세포외 환경을 조절하고 전반적인 항상성을 유지하는 등 일반적으로 신경아교세포와 관련된 지지 역할을 수행한다.

## 임상적 중요성

### 별아교세포종
별아교세포종은 별아교세포에서 발생하는 중추신경계의 원발성 종양이다. 또한 신경아교세포 전구체나 신경줄기세포가 별아교세포종을 발생시킬 수도 있다. 이러한 종양은 뇌나 척수의 여러 부분에서 발생할 수 있다. 별아교세포종은 저등급(I, II)과 고등급(III, IV)으로 나뉜다. 저등급 종양은 어린이에게 더 흔하고, 고등급 종양은 성인에게 더 흔하다. 악성 별아교세포종은 남성에게 더 많이 발생하며, 이는 생존율을 더 나쁘게 만든다.
털모양별아교세포종은 1등급 종양이다. 이들은 양성이며 성장 속도가 느린 종양으로 간주된다. 털모양별아교세포종은 종종 액체로 채워진 낭성 부분과 고형 부분인 결절을 가진다. 대부분 소뇌에 위치하므로 대부분의 증상은 균형 또는 협응 능력의 어려움과 관련이 있다. 또한 어린이와 청소년에게 더 자주 발생한다.
섬유성 별아교세포종은 2등급 종양이다. 비교적 천천히 자라기 때문에 보통 양성으로 간주되지만, 주변의 건강한 조직을 침투하여 악성으로 변할 수 있다. 섬유성 별아교세포종은 젊은 사람들에게 흔히 발생하며, 종종 발작을 동반한다.
역형성 성상세포종은 3등급 악성 종양이다. 이들은 저등급 종양보다 빠르게 성장한다. 역형성 성상세포종은 주변 조직으로 퍼지는 경향이 있어 외과적으로 완전히 제거하기 어렵기 때문에 저등급 종양보다 재발 빈도가 높다.
교모세포종은 4등급 암으로, 별아교세포 또는 기존의 별아교세포종에서 기원할 수 있다. 전체 뇌종양의 약 50%가 교모세포종이다. 교모세포종은 별아교세포와 희소돌기아교세포를 포함한 여러 신경아교세포 유형을 포함할 수 있다. 교모세포종은 일반적으로 가장 침습적인 유형의 신경아교종으로 간주되는데, 이는 빠르게 성장하고 주변 조직으로 퍼지기 때문이다. 특정 치료에 한 유형의 종양 세포가 죽어도 다른 세포 유형은 계속 증식할 수 있어 치료가 복잡해질 수 있다.

### 신경 발달 장애
별아교세포는 다양한 신경 발달 장애에 중요한 역할을 하는 것으로 나타났다. 이러한 관점은 별아교세포 기능 장애가 부적절한 신경 회로를 초래하여 자폐 스펙트럼 장애 및 조현병과 같은 특정 정신 질환의 근본 원인이 될 수 있음을 시사한다.

### 만성 통증
정상적인 상태에서 통증 전도는 유해한 신호로 시작하여 통각수용기(통증 감지) 구심성 신경 세포에 의해 전달되는 활동 전위가 이어지고, 이는 척수의 등뿔에서 흥분성 시냅스 후 전위를 유발한다. 이 메시지는 대뇌 피질로 전달되어 우리가 그 EPSP를 "통증"으로 해석한다. 별아교세포-신경 세포 신호 전달이 발견된 이후, 통증 전도에 대한 우리의 이해는 극적으로 복잡해졌다. 통증 처리는 더 이상 신체에서 뇌로 신호가 반복적으로 전달되는 것이 아니라, 다양한 요인에 의해 상향 및 하향 조절될 수 있는 복잡한 시스템으로 여겨진다. 최근 연구의 최전선에 있는 한 가지 요인은 척수 등뿔에 위치한 통증 촉진 시냅스와 이러한 시냅스를 캡슐화하는 별아교세포의 역할이다. 개리슨(Garrison)과 동료들은 별아교세포 비대와 말초 신경 손상 후 통증에 대한 과민성 사이의 상관관계를 발견했을 때 처음으로 연관성을 제시했는데, 이는 일반적으로 손상 후 신경아교세포 활성화의 지표로 간주된다. 별아교세포는 신경 세포 활동을 감지하고 화학적 전달 물질을 방출하며, 이는 다시 시냅스 활동을 조절한다. 과거에는 통각과민이 물질 P와 글루탐산과 같은 흥분성 아미노산(EAA)이 척수 등뿔의 전시냅스 구심성 신경 종말에서 방출되어 조절된다고 생각했다. 이어서 AMPA (α-아미노-3-하이드록시-5-메틸-4-아이소옥사졸 프로피온산), NMDA (N-메틸-D-아스파르트산) 및 카인산 유형의 이온성 글루탐산 수용체가 활성화된다. 이러한 수용체의 활성화가 척수를 통해 통증 신호를 강화한다. 이 아이디어는 사실이지만, 통증 전달을 과도하게 단순화한 것이다. 칼시토닌 유전자 관련 펩티드(CGRP), 아데노신 삼인산(ATP), 뇌유래신경영양인자(BDNF), 소마토스타틴, 혈관활성 장펩티드(VIP), 갈라닌, 바소프레신과 같은 수많은 다른 신경전달물질 및 신경조절물질이 모두 유해 자극에 반응하여 합성 및 방출된다. 이러한 각 조절 인자 외에도, 통증 전달 신경 세포와 등뿔의 다른 신경 세포 간의 여러 다른 상호 작용이 통증 경로에 추가적인 영향을 미친다.

#### 지속적인 통증의 두 가지 상태
지속적인 말초 조직 손상 후 손상된 조직뿐만 아니라 척수 등뿔에서도 여러 인자가 방출된다. 이 인자들은 후속 자극에 대한 등뿔 통증 투사 신경 세포의 반응성을 증가시켜 "척수 감각화"라고 불리는 현상을 유발하고, 이로 인해 뇌로 향하는 통증 충격이 증폭된다. 글루탐산, 물질 P, 칼시토닌 유전자 관련 펩티드(CGRP)의 방출은 NMDAR 활성화(원래 Mg2+에 의해 차단되어 침묵했음)를 매개하여 후시냅스 통증 전달 신경 세포(PTN)의 탈분극을 돕는다. 또한, IP3 신호 및 MAPK(미토겐 활성화 단백질 키나아제)의 활성화, 예를 들어 ERK 및 JNK,는 글루탐산 수송체 기능을 변경하는 염증 인자의 합성을 증가시킨다. ERK는 또한 신경 세포의 AMPAR 및 NMDAR을 더욱 활성화시킨다. 통각은 ATP와 물질 P가 각각의 수용체(P2X3) 및 신경키닌 1 수용체(NK1R)와 결합하고, 대사성 글루탐산 수용체의 활성화 및 BDNF 방출에 의해 더욱 민감해진다. 시냅스에 글루탐산이 지속적으로 존재하면 궁극적으로 GLT1 및 GLAST의 조절 장애를 초래하는데, 이들은 별아교세포로 글루탐산을 수송하는 데 중요한 수송체이다. 지속적인 흥분은 또한 ERK 및 JNK 활성화를 유도하여 여러 염증 인자 방출을 초래할 수 있다.
유해한 통증이 지속되면, 척수 감각화는 등뿔의 신경 세포에 전사 조절 변화를 일으켜 장기간 기능이 변형된다. 지속적인 시냅스 활동으로 인해 내부 저장고에서 Ca2+가 동원되고, 이는 글루탐산, ATP, 종양 괴사 인자-알파(TNF-α), 인터루킨 1베타(IL-1β), IL-6, 일산화 질소(NO), 프로스타글란딘 E2(PGE2)의 방출을 유도한다. 활성화된 별아교세포는 또한 기질 메탈로단백질분해효소 2(MMP2)의 공급원이 되며, 이는 전-IL-1β 절단을 유도하고 별아교세포 활성화를 유지한다. 이 만성 신호 전달 경로에서 p38은 IL-1β 신호 전달의 결과로 활성화되며, 수용체를 활성화시키는 케모카인이 존재한다. 신경 손상에 반응하여 열충격 단백질(HSP)이 방출되어 각각의 TLR에 결합하여 추가 활성화를 유도할 수 있다.

### 기타 병리
별아교세포와 관련된 기타 임상적으로 중요한 병리에는 아교증과 별아교세포병증(astrocytopathy)이 있다. 이들의 예로는 다발성 경화증, 항-AQP4+ 시신경척수염, 라스무센 뇌염, 알렉산더병, 근위축성 측삭경화증 등이 있다. 연구에 따르면 별아교세포는 신경퇴행성 질환, 예를 들어 알츠하이머병, 파킨슨병, 헌팅턴병, 말더듬증 및 근위축성 측삭경화증과 같은 질병과 급성 뇌 손상(뇌내 출혈 및 외상성 뇌 손상 등)에도 관여할 수 있음이 밝혀졌다.

#### 고모리 양성 별아교세포와 뇌 기능 장애
지난 50년 동안 노화 관련 병리를 가진 한 유형의 별아교세포가 기술되었다. 이 아형의 별아교세포는 고모리 크롬 명반 헤마톡실린 염색에 강하게 염색되는 현저한 세포질 과립을 가지며, 따라서 고모리 양성(GP) 별아교세포라고 불린다. 이들은 뇌 전체에서 발견될 수 있지만, 후각 망울, 내측 하베눌라, 해마의 치아 이랑, 시상하부의 궁상 핵, 그리고 후섬유 영역 바로 아래의 등쪽 수질에서 가장 풍부하다.
고모리 양성 세포질 과립은 리소좀 내에 둘러싸인 손상된 미토콘드리아에서 유래한다. 세포질 과립에는 소화되지 않은 미토콘드리아 구조 잔해가 포함되어 있다. 이러한 내용물에는 미토콘드리아 효소에서 남아 있는 헴 연결 구리 및 철 원자가 포함된다. 이러한 화학 물질은 고모리 양성 과립의 가짜 과산화효소 활성을 설명하며, 이 과립을 염색하는 데 사용될 수 있다. 산화 스트레스는 이러한 별아교세포 손상의 원인으로 여겨진다. 그러나 이 스트레스의 정확한 본질은 불확실하다.
고모리 양성 별아교세포가 풍부한 뇌 영역에는 지방산 결합 단백질 7(FABP7)을 합성하는 특수 별아교세포 아집단도 존재한다. 실제로, FABP7을 합성하는 시상하부의 별아교세포는 고모리 양성 과립도 가지고 있는 것으로 나타났다. 따라서 이 두 가지 신경아교세포 특징 사이의 연관성이 명확하다. 최근 데이터에 따르면 신경아교세포는 신경 세포와 달리 지방산을 대사하는 데 필요한 미토콘드리아 효소를 가지고 있으며, 그 결과 발생하는 산화 스트레스가 미토콘드리아를 손상시킬 수 있다. 따라서 FABP7을 함유하는 신경아교세포에서 지방산 흡수 및 산화가 증가하면 이러한 세포의 미토콘드리아에 산화 스트레스와 손상을 유발할 가능성이 높다. 또한, FABP 단백질은 최근 시누클레인이라는 단백질과 상호작용하여 미토콘드리아 손상을 유발하는 것으로 나타났다.

#### 병태생리학에서의 가능한 역할
별아교세포는 미토콘드리아를 인접 신경세포로 전달하여 신경세포 기능을 향상시킬 수 있다. 따라서 GP 별아교세포에서 보이는 별아교세포 미토콘드리아 손상이 신경세포 활동에 영향을 미칠 가능성이 있다.
다수의 시상하부 기능은 GP 별아교세포와 관련될 수 있는 노화 관련 감소를 보인다. 예를 들어, GP 별아교세포는 래트와 인간의 시상하부 모두에서 도파민이라는 신경전달물질을 생성하는 신경세포와 밀접하게 접촉한다. 이 신경세포가 생산하는 도파민은 근처의 뇌하수체로 운반되어 뇌하수체에서 프로락틴이라는 호르몬의 방출을 억제한다. 도파민성 신경세포의 활동은 노화가 진행됨에 따라 감소하여 혈액 프로락틴 수치를 상승시키고 이는 유방암을 유발할 수 있다. 노화와 관련된 별아교세포 기능의 변화가 이러한 도파민성 활동 변화에 기여할 수 있다.
FABP7+ 별아교세포는 시상하부의 궁상핵에 있는 신경 세포와 밀접하게 접촉하며, 이 신경 세포들은 지방 세포에서 생산되는 렙틴이라는 호르몬에 반응한다. 렙틴 민감성 신경 세포는 식욕과 체중을 조절한다. FABP7+ 별아교세포는 이러한 신경 세포의 렙틴에 대한 반응성을 조절한다. 이 별아교세포의 미토콘드리아 손상은 따라서 렙틴 민감성 신경 세포의 기능을 변화시키고 노화 관련 섭식 및 체중 조절 장애에 기여할 수 있다.
GP 별아교세포는 전반적인 포도당 대사의 시상하부 조절에도 관여할 수 있다. 최근 데이터에 따르면 별아교세포는 포도당 센서 역할을 하며 세포외 포도당 변화에 대한 신경 반응성에 지배적인 영향을 미친다. GP 별아교세포는 고용량 GLUT2형 포도당 수송 단백질을 가지고 있으며 신경 세포의 포도당 반응을 조절하는 것으로 보인다. 시상하부 세포는 혈중 포도당 수치를 모니터링하고 간 및 근육 세포에 분포하는 자율 회로에 대한 변경된 입력을 통해 혈중 포도당 수치에 영향을 미친다.
당뇨병 동물 연구를 통해 포도당 대사에서 노화 관련 교란에 대한 별아교세포의 중요성이 최근에 입증되었다. 시상하부에 섬유아세포 성장 인자-1(FGF-1) 단백질을 한 번만 주입해도 당뇨병 설치류의 혈당 수치가 영구적으로 정상화되는 것으로 나타났다. 이러한 놀라운 당뇨병 치료는 별아교세포에 의해 매개된다. FGF-1 치료에 의해 가장 현저하게 활성화되는 유전자에는 별아교세포에 의한 FABP6 및 FABP7 합성을 담당하는 유전자가 포함된다. 이 데이터는 혈당 조절에서 FABP7+ 별아교세포의 중요성을 확인시켜 준다. FABP7+/고모리 양성 별아교세포의 기능 장애는 노화 관련 당뇨병 발병에 기여할 수 있다.
GP 별아교세포는 설치류와 인간 뇌의 해마체 치아 이랑에도 존재한다. 해마는 알츠하이머병에서 노화가 진행됨에 따라 심각한 퇴행성 변화를 겪는다. 이러한 퇴행성 변화의 원인은 현재 뜨거운 논쟁 중이다. 최근 연구에 따르면 알츠하이머병에서 가장 비정상적인 것은 신경 세포 단백질이 아니라 신경아교세포 단백질이었다. 가장 심각하게 영향을 받는 신경아교세포 단백질은 FABP5이다. 다른 연구에서는 FABP7을 함유하는 해마 별아교세포의 100%가 FABP5도 함유하고 있음을 보여주었다. 이러한 데이터는 FABP7+/고모리 양성 별아교세포가 알츠하이머병에 역할을 할 수 있음을 시사한다. 이 영역의 변형된 신경아교세포 기능은 치아 이랑 신경 세포의 기능과 치아 이랑에 종말하는 축삭의 기능을 손상시킬 수 있다. 많은 축삭이 가쪽 내후각 피질에서 기원하며, 이는 알츠하이머병에서 퇴행이 가장 먼저 나타나는 뇌 영역이다. 따라서 해마의 별아교세포 병리는 알츠하이머병의 병리에 기여할 수 있다.

## 연구
2010년 11월에 수행되어 2011년 3월에 발표된 연구는 로체스터 대학교와 콜로라도 대학교 의과대학의 과학자 팀에 의해 진행되었다. 그들은 성체 쥐의 중추신경계 외상을 신경아교세포를 대체하여 복구하려고 시도하는 실험을 했다. 신경아교세포를 성체 쥐의 척수 손상 부위에 주입했을 때, 사람 신경아교 전구세포를 골 형성 단백질(골 형성 단백질은 몸 전체의 조직 구조를 생성하는 것으로 여겨지므로 중요함)에 노출시켜 별아교세포를 생성했다. 따라서 골 단백질과 사람 신경아교세포를 결합하여 의식적인 발 위치, 축삭돌기 성장, 척수 바닥판의 신경 세포 생존율의 현저한 회복을 촉진했다. 반면에, 사람 신경아교 전구세포와 섬모 신경영양인자와 접촉하여 생성된 별아교세포는 손상 부위에서 신경 세포 생존 및 축삭돌기 성장을 촉진하지 못했다.
상하이에서 수행된 한 연구에서는 두 가지 유형의 해마 신경 세포 배양을 사용했다. 한 배양에서는 신경 세포가 별아교세포 층에서 성장했고, 다른 배양에서는 별아교세포와 접촉하지 않았지만, 대신 아교세포 조건 배지(GCM)를 공급받았다. GCM은 대부분의 경우 쥐 뇌에서 배양된 별아교세포의 빠른 성장을 억제한다. 그 결과, 별아교세포가 혼합 배양(별아교세포 층에서 성장한 배양)에서는 장기강화에 직접적인 역할을 했지만, GCM 배양에서는 그렇지 않다는 것을 확인할 수 있었다.
연구에 따르면 별아교세포는 신경 줄기세포 조절에 중요한 기능을 수행한다. 하버드 셰픈스 안과 연구소의 연구에 따르면 인간 뇌에는 많은 신경 줄기세포가 존재하며, 이들은 별아교세포에서 나오는 화학 신호(에프린-A2 및 에프린-A3)에 의해 휴면 상태로 유지된다. 별아교세포는 에프린-A2 및 에프린-A3의 방출을 억제하여 줄기세포를 활성화시켜 작동하는 신경 세포로 전환시킬 수 있다.
2011년 3월 <Nature Biotechnology>에 게재된 연구에서 위스콘신 대학교 연구팀은 배아 및 유도된 인간 줄기세포를 별아교세포로 유도하는 데 성공했다고 보고했다.
2012년 연구에 따르면 마리화나가 단기 기억에 미치는 영향은 THC가 별아교세포의 CB1 수용체를 활성화시켜 관련 신경 세포 막에서 AMPA 수용체를 제거하게 한다.
2023년 연구에 따르면 별아교세포는 알츠하이머병에서도 능동적인 역할을 한다. 구체적으로, 별아교세포가 반응성을 띠면 아밀로이드-베타가 하류 타우 인산화 및 침착에 병리학적 효과를 발휘하게 되며, 이는 인지 능력 저하로 이어질 가능성이 매우 높다.

## 분류
별아교세포를 분류하는 방법은 여러 가지가 있다.

### 계통 및 항원 표현형
이들은 1980년대 초 래트 시신경에 대한 래프(Raff) 등의 고전적인 연구에 의해 확립되었다.
- 1형: 항원적으로 Ran2+, GFAP+, FGFR3+, A2B5−이며, 생후 7일 래트 시신경의 "1형 별아교세포"와 유사하다. 이들은 3계통 신경아교세포 제한 전구세포(GRP)에서 발생할 수 있지만, 2계통 O2A/OPC(희소돌기아교세포 전구 세포) 세포에서는 발생하지 않는다.
- 2형: 항원적으로 A2B5+, GFAP+, FGFR3−, Ran 2−. 이 세포들은 시험관 내에서 3계통 GRP(아마도 O2A 단계를 거쳐) 또는 2계통 O2A 세포(일부 사람들은[94] 차례로 GRP에서 유래했을 수 있다고 생각함)에서 발달할 수 있으며, 또는 생체 내에서 이러한 전구세포가 병변 부위에 이식될 때(정상적인 발달에서는 아님, 적어도 래트 시신경에서는 아님) 발달할 수 있다. 2형 별아교세포는 태아 송아지 혈청 존재 하에 O2A 세포가 성장하여 생성되는 출생 후 시신경 배양에서 주요 별아교세포 구성 요소이지만, 생체 내에는 존재하지 않는 것으로 생각된다.[95]

### 해부학적 분류
- 원형질성: 회색질에서 발견되며, 시냅스를 감싸는 많은 가지 돌기를 가진다. 일부 원형질성 별아교세포는 다능성 뇌실밑구역 전구세포에서 생성된다.[96][97]
- 고모리 양성 별아교세포. 이들은 고모리 트리크롬 염색과 크롬 명반 헤마톡실린 염색에 양성으로 염색되는 다수의 세포질 봉입체 또는 과립을 포함하는 원형질성 별아교세포의 하위 집합이다. 이 과립들은 리소좀 내에 둘러싸인 퇴행성 미토콘드리아의 잔해로 형성되는 것으로 현재 알려져 있다.[98] 어떤 종류의 산화 스트레스가 이러한 특수 별아교세포 내의 미토콘드리아 손상에 책임이 있는 것으로 보인다. 고모리 양성 별아교세포는 다른 뇌 영역보다 시상하부의 궁상핵과 해마체에서 훨씬 더 풍부하다. 이들은 포도당에 대한 시상하부의 반응을 조절하는 역할을 할 수 있다.[99][100]
- 섬유성: 백색질에서 발견되며, 길고 가늘며 가지가 없는 돌기를 가지고 있으며, 이 돌기의 종말은 랑비에결절을 감싼다. 일부 섬유성 별아교세포는 방사형 아교 세포에서 생성된다.[101][102][103][104][105]

### 수송체/수용체 분류
- 글루탐산 수송체 유형: 이들은 글루탐산 수송체(EAAT1/SLC1A3 및 EAAT2/SLC1A2)를 발현하며, 수송체 전류를 통해 시냅스에서 글루탐산 방출에 반응한다. EAAT2의 기능과 가용성은 인간 별아교세포의 세포내 수용체인 TAAR1에 의해 조절된다.[106]
- 글루탐산 수용체 유형: 이들은 글루탐산 수용체(주로 mGluR 및 AMPA 유형)를 발현하며, 채널 매개 전류와 IP3 의존성 Ca2+ 일시적 변화를 통해 시냅스에서 글루탐산 방출에 반응한다.

## 같이 보기
- 베르크만 아교증
- 덩어리세포
- 뇌하수체세포
- 배엽에서 유래된 사람 세포 유형 목록
- 성인 인체 내 고유한 세포 유형 목록

## 더 읽어보기
- White FA, Jung H, Miller RJ (December 2007). 《Chemokines and the pathophysiology of neuropathic pain》. 《Proceedings of the National Academy of Sciences of the United States of America》 104. 20151–58쪽. Bibcode:2007PNAS..10420151W. doi:10.1073/pnas.0709250104. PMC 2154400. PMID 18083844.
- Milligan ED, Watkins LR (January 2009). 《Pathological and protective roles of glia in chronic pain》. 《Nature Reviews. Neuroscience》 10. 23–36쪽. doi:10.1038/nrn2533. PMC 2752436. PMID 19096368.
- Watkins LR, Milligan ED, Maier SF (August 2001). 《Glial activation: a driving force for pathological pain》. 《Trends in Neurosciences》 24. 450–55쪽. doi:10.1016/S0166-2236(00)01854-3. PMID 11476884. S2CID 6822068.
- Freeman MR (November 2010). 《Specification and morphogenesis of astrocytes》. 《Science》 330. 774–78쪽. Bibcode:2010Sci...330..774F. doi:10.1126/science.1190928. PMC 5201129. PMID 21051628.
- Verkhratsky, A.; Butt, A.M. (2013). 〈Numbers: how many glial cells are in the brain?〉. 《Glial Physiology and Pathophysiology》. John Wiley and Sons. 93–96쪽. ISBN 978-0-470-97853-5.

- Ren H, Han R, Chen X, Liu X, Wan J, Wang L, Yang X, Wang J (May 2020). 《Potential therapeutic targets for intracerebral hemorrhage-associated inflammation: An update》. 《J Cereb Blood Flow Metab》 40. 1752–68쪽. doi:10.1177/0271678X20923551. PMC 7446569. PMID 32423330.